# Barry Unsworth
Barry Unsworth FRSL (10 de agosto de 1930 – 4 de junio de 2012) fue un escritor inglés conocido por su ficción histórica. Publicó 17 novelas y fue preseleccionado para el Premio Booker tres veces, ganándolo por la novela Sacred Hunger de 1992. 

## Biografía
Unsworth nació el 10 de agosto de 1930 en Wingate, un pueblo minero en el condado de Durham, Inglaterra, en una familia de mineros.   Su padre ingresó por primera vez a las minas a los 12 años y normalmente Unsworth lo habría seguido en esa ocupación. Sin embargo, cuando su padre tenía 19 años, viajó a los Estados Unidos durante unos años y, al regresar a Gran Bretaña, ingresó al negocio de los seguros y así comenzó a hacer que su familia ascendiera en la escala económica y cambiara de medio social.  "Nos rescató a mi hermano y a mí de esa larga cadena de continuidad que ocurre en las aldeas mineras", dijo Unsworth. 
Se graduó en la Universidad de Mánchester en 1951 y vivió en Francia durante un año enseñando inglés. También viajó extensamente por Grecia y Turquía durante la década de 1960, dando clases en la Universidad de Atenas y la Universidad de Estambul.  Sus novelas sobre el Imperio Otomano de fin de siglo, The Rage of the Vulture y Pascali's Island, se inspiraron en estas experiencias. Publicó su primera novela en 1966; su segunda novela, The Greeks Have a Word For It, fue una consecuencia de su experiencia docente en Atenas.
En 1999 fue profesor invitado en el Iowa Writers' Workshop de la Universidad de Iowa. En 2004 impartió clases de literatura y escritura creativa en el Kenyon College de Ohio.
Unsworth se casó dos veces, con Valerie Moor en 1959 con quien tuvo tres hijas (matrimonio disuelto en 1991), y con la finlandesa Aira Pohjanvaara-Buffa en 1992. 
En los últimos años de su vida vivió en Perugia, ciudad de la región de Umbría en Italia, con su segunda esposa. Su novela After Hannibal es una descripción ficticia de sus esfuerzos por establecerse en la campiña italiana.
Unsworth murió en Perugia, Italia, en 2012, de cáncer de pulmón.    Murió el mismo día que Ray Bradburyy, como dijo Cynthia Crossen en el Wall Street Journal: "El señor Bradbury inventó el futuro; el señor Unsworth inventó el pasado". 

## Obra
La primera novela de Unsworth, The Partnership, se publicó en 1966, cuando tenía 36 años. "...en mis novelas anteriores, especialmente en las dos escritas a principios de los años 70, The Hide y Mooncranker's Gift, había una cualidad barroca en el estilo, una densidad. El ambiente era sombrío, pero el lenguaje era más figurativo y había más deleite en ello, también más autocomplacencia. Entre mis primeras influencias como escritor se encontraban los novelistas estadounidenses del sur profundo, especialmente Eudora Welty, y algo de esa comedia eufórica y grotesca permaneció conmigo. Mooncranker's Gift  (1973) ganó el Premio Heinemann. Otras novelas incluyeron Stone Virgin (1985) y Losing Nelson (1999). Además de Eudora Welty, consideró a William Faulkner y Carson McCullers como sus principales influencias.
Unsworth no empezó a escribir ficción histórica hasta su sexta novela, Pascali's Island (1980), la primera de sus novelas en ser preseleccionada para el Premio Booker. Pascali's Island está ambientada en una isla sin nombre del Mar Egeo durante los últimos años del Imperio Otomano. Reflexionando sobre este cambio, Unsworth explicó: "Hoy en día voy a Gran Bretaña relativamente raramente y por períodos cortos; de hecho, me he convertido en un expatriado. El resultado ha sido una cierta pérdida de interés en la vida y la sociedad británicas y una pérdida muy definida de confianza en mi capacidad para registrar la escena contemporánea allí (el tipo de cosas que dice la gente, los estilos de vestir, la política, etc.) con suficiente sutileza y precisión. Así que he vuelto al pasado. La gran ventaja de esto, para al menos como escritor de mi temperamento, es que uno se libera de una gran cantidad de desorden superficial. Uno puede tomar un período remoto y utilizarlo como un espejo distante (para tomar prestada la frase de Barbara Tuchman), y así intentar decir cosas sobre nuestra condición humana – entonces y ahora – que trascienden el período particular y se vuelven atemporales”.  En 1988 se estrenó una versión cinematográfica dirigida por James Dearden, protagonizada por Charles Dance, Helen Mirren y Ben Kingsley, como el personaje principal. Morality Play, preseleccionado para el Premio Booker en 1995, trata de un asesinato misterioso ambientado en la Inglaterra del siglo XIV y de un grupo ambulante de actores que representaban obras basadas en la Biblia.  Fue adaptado como película, El misterio de Wells (2003), protagonizada por Paul Bettany y Willem Dafoe.
Sacred Hunger (1992) se centra en el comercio de esclavos en el Atlántico que se desplaza desde Liverpool hasta África occidental, Florida y las Indias Occidentales. Fue ganadora conjunta del Premio Booker de Ficción en 1992, junto con El paciente inglés de Michael Ondaatje. Generalmente se considera su obra maestra.  La historia se desarrolla a mediados del siglo XVIII y se centra en el Liverpool Merchant, un barco de esclavos empleado en el comercio triangular, una ruta comercial central en el comercio de esclavos en el Atlántico. Los dos personajes principales son los primos Erasmus Kemp, hijo de un rico comerciante de Lancashire, y Matthew Paris, médico y científico que emprende el viaje. El tema central de la novela es la codicia, siendo el tema de la esclavitud un medio principal para explorar cómo el deseo egoísta de lucro puede resultar en maldad y barbarie.  El "hambre sagrada" del título hace referencia al afán de lucro.  La trama tiene un elenco de personajes muy extenso, algunos aparecen en una sola escena, otros se desarrollan continuamente a lo largo de la historia, pero la mayoría se describen con intrincados detalles. La narrativa entrelaza elementos de espantosa crueldad y horror con extensos interludios cómicos y emplea frecuentes expresiones de época. En 2011 se publicó una secuela, The Quality of Mercy, fue su último libro.
Sugar and Rum (1988) fue una novela ambientada en el Liverpool contemporáneo sobre un escritor que intenta escribir una novela sobre la trata de esclavos en Liverpool y que sufre un bloqueo de escritor .Unsworth escribió esta novela para intentar superar su propio bloqueo mientras escribía Sacred Hunger.

## Estilo
El estilo de Unsworth carece de minucias históricas: "Realmente no me importa cuántos botones tuviera alguien en su chaleco. Sería bueno hacerlo bien, pero lo que realmente importa es tratar de captar el espíritu de la época, cómo era estar vivo en esa época, cómo se sentía ser... una persona común y corriente en los márgenes de la historia". 
Sobre escribir y envejecer, Unsworth dijo: "Con el tiempo me he vuelto más parco con las palabras. Pienso menos en los fuegos artificiales y las florituras. Intento obtener calidez y color a través de la precisión del lenguaje. Creo que esto es más difícil, y puede que sea por eso que escribir novelas me resulta tan desafiante y exigente". 
Algunos críticos han atacado la ficción histórica por considerarla poco literaria; por ejemplo, James Wood, que escribió en The New Yorker, la llamó "un género un tanto gimcrack [de mala calidad] que no está exactamente repleto de grandeza".  Sin embargo, Unsworth defendió la forma, diciendo: "El término ficción histórica es un instrumento contundente en la crítica literaria. Cuando la gente pregunta: '¿Es una buena novela histórica?' también podrían preguntar: "¿Es una buena novela protestante?" o '¿Es una buena novela de travestis?' Escribo historias ambientadas en el pasado. La ficción ambientada en el pasado debe juzgarse con los mismos criterios que cualquier otra ficción. ¿Transmite la novela una sensación de vida, toca la mente y el corazón del lector? ¿Pertenece a lo que D. H. Lawrence llamado el único libro brillante de la vida?" 

## Premios y honores
- 1973 Premio Heinemann, Mooncranker's Gift [8]
- 1980 Premio Booker, preseleccionado, Pascali's Island
- 1992 Premio Booker, co-ganador, Sacred Hunger
- 1995 Premio Booker, preseleccionado, Morality Play
- Premio Booker 2006, lista larga, The Ruby in Her Navel
- Premio Walter Scott 2012, preseleccionado, The Quality of Mercy [9]

## Lista de obras

### Novelas
- The Partnership (1966)
- The Greeks Have a Word For It (1967)
- The Hide (1970)
- Mooncranker's Gift (1973)
- The Big Day (1976)
- Pascali's Island (1980)
- The Rage of the Vulture (1982)
- Stone Virgin (1985)
- Sugar and Rum (1988)
- Sacred Hunger (1992)
- Morality Play (1995)
- After Hannibal (1996)
- Losing Nelson (1999)
- The Songs of the Kings (2002)
- The Ruby in Her Navel (2006)
- Land of Marvels (2009)
- The Quality of Mercy (2011)

### No ficción
- Creta (2004)